# Gephyromantis angano
A Gephyromantis angano   a kétéltűek (Amphibia) osztályába és  a békák (Anura) rendjébe aranybékafélék (Mantellidae) családjába tartozó faj. 

## Előfordulása
Madagaszkár endemikus faja. A típuspéldányt a sziget északi részén, a Sofia régióban, Bealananától 15 km-re fedezték fel.

## Természetvédelmi helyzete
A vörös listán még nem szerepel.